# Ністорешть (Вранча)
Ністорешть, Ністорешті (рум. Nistorești) — село у повіті Вранча в Румунії. Адміністративний центр комуни Ністорешть.
Село розташоване на відстані 161 км на північ від Бухареста, 39 км на захід від Фокшан, 111 км на північний захід від Галаца, 87 км на схід від Брашова.

## Населення
За даними перепису населення 2002 року у селі проживали 408 осіб, усі — румуни. Усі жителі села рідною мовою назвали румунську.